# Dolenji Novaki
Dolenji Novaki so naselje v Občini Cerkno.